# Luisa Xifré Morros
Luisa Xifré Morros (Barcelona, 11 de julio de 1893 - Abrera, 19 de febrero de 1939) fue una militante antifascista que murió fusilada durante la guerra civil española.

## Biografía
Era hija de Teresa Morros y Baldomero Xifré, un ebanista, especializado en la construcción de billares y proveedor de la Casa Real.
Al casarse Luisa Xifré con Ramón Bagué, en 1918 se trasladó a vivir a Olesa de Montserrat, donde tuvo a sus dos primeros hijos. Al quedar viuda se casó de nuevo con Joan Castells, que ya tenía sus propios tres hijos, y con quien tuvo otros dos, hasta constituir una familia de ocho hermanos. Lluïsa Xifré para ganarse la vida se dedicaba a coser, bordar y a hacer de matrona.

## Compromiso político y fusilamiento
Militante activa del Partido Socialista Unificado de Cataluña desde su fundación en 1936,  formó parte de la dirección local del partido. Ante la amenaza que comportó para los derechos sociales y democráticos el golpe de Estado de 1936, se comprometió fuertemente con la lucha antifascista y la defensa de la República.
El 25 de enero entraron las tropas franquistas en Olesa, tomaron el gobierno municipal y se extendió la represión, con las primeras detenciones. Hubo una treintena de personas denunciadas por sus vecinos, entre ellas estaba Lluïsa Xifré. Estuvieron encarceladas en el local del Círcol. Después de un simulacro de juicio conocido después como 'juicio de las viudas',hecho a mediados de febrero. Se trasladó unas 20 personas condenadas a muerte a las cocheras del Hotel Gori. El 19 de febrero de 1939 fueron trasladadas al cementerio de Abrera, donde fueron asesinadas.
Parece que Luisa Xifré Morros fue fusilada sin juicio previo. Según explicó su familia, había sido denunciada por colaborar con los milicianos como costurera.

## Reconocimientos
Cada año por Todos los Santos, las poblaciones de Abrera y Olesa de Montserrat homenajean en un acto en el Cementerio Viejo de Abrera a los vecinos y las vecinas fusilados el 19 de febrero de 1939. Una lápida les recuerda.
En el año 2022 la villa de Olesa decidió, por votación popular, dar el nombre de Lluïsa Xifré a una de las calles de la población, en la zona de Cal Candi.